# فرودگاه دوویل سنت-گیشن
فرودگاه دوویل سنت-گیشن (به انگلیسی: Deauville – Saint-Gatien Airport) (به زبان بومی: Aéroport de Deauville - Saint-Gatien) یک فرودگاه همگانی با کد یاتا DOL است که یک باند فرود آسفالت دارد و طول باند آن ۲۵۵۰ متر است. این فرودگاه در کشور فرانسه قرار دارد و در ارتفاع ۱۴۶ متری از سطح دریا واقع شده‌است.